# Hoplitis strymonia
Hoplitis strymonia är en biart som beskrevs av Borek Tkalcu 1999. Hoplitis strymonia ingår i släktet gnagbin, och familjen buksamlarbin. Inga underarter finns listade i Catalogue of Life.